# Paracostus
Paracostus là một chi thực vật có hoa trong họ Costaceae.